# Општина Санмихају Роман
Општина Санмихају Роман (рум. Jebel) је сеоска општина и насеље у округу Тимиш у западној Румунији. Општина је близу града Темишвара и део његовог приградског подручја.

## Природни услови
Општина Санмихају Роман се налази у источном, румунском Банату. Општина је равничарског карактера. Кроз општину протиче Бегеј.

## Становништво и насеља
Општина Санмихају Роман имала је према последњем попису из 2002. године 4.396 становника, од чега Румуни чине око 95%.
Општина се састоји из 3 насеља:
- Сенмихају Герман
- Санмихају Роман — седиште општине
- Утвин